# Tribuno Memmo
Tribuno Mermo lub Memmo, Memo – doża Wenecji od 979 do 991.